# Runaniro
Runaniro är ett periodiskt vattendrag i Burundi.   Det ligger i provinsen Gitega, i den centrala delen av landet, 70 kilometer öster om huvudstaden Bujumbura.
Omgivningarna runt Runaniro är huvudsakligen savann. Runt Runaniro är det tätbefolkat, med 343 invånare per kvadratkilometer.